# 松本直通
松本 直通（まつもと なおみち、1961年8月3日 - ）は、日本の医学者。博士（医学）（長崎大学、1997年）。専門は遺伝学。横浜市立大学大学院医学研究科教授。
ソトス症候群を含む多くの神経系疾患の責任遺伝子を見出した。素晴らしい学問的な功績に加えて、後進の指導にも優れた研究者である。またコーヒーにも造詣が深い。

## 略歴
1986年九州大学医学部卒業。産婦人科医として九州大学病院等に勤務後、長崎大学大学院医歯薬学総合研究科に進学し、新川詔夫に師事。1997年学位取得、博士論文の題は「Molecular Mapping of a Translocation Breakpoint at 14q13 in a Patient with Mirror-Image Polydactyly of Hands and Feet 」。
1997年から2000年までのシカゴ大学留学を経て、2000年長崎大学大学院医歯薬学総合研究科助教授。2002年にソトス症候群の責任遺伝子を発見した。2003年横浜市立大学大学院医学研究科遺伝学教室主任教授に就任。

## 業績
松本直通の研究グループが遺伝子を発見した疾患として次のものを含む:
- 2002年 ソトス症候群
- 2004年 マルファン症候群2型[3]
- 2006年 大田原症候群[4]
- 2010年 ウエスト症候群[5]
- 2011年 Anophthalmia with limb anomaly[6]
- 2011年 Autosomal recessive spinocerebellar ataxia[7]
- 2011年 HCAHC[8]
- 2012年 Porencephaly[9]
- 2012年 Coffin-Siris syndrome[10]

## 受賞
- 2003年 日本人類遺伝学会奨励賞
- 2011年 日本人類遺伝学会賞
- 2019年 文部科学大臣表彰科学技術賞（研究部門）